# Escuela Técnica Superior de Arquitectura de Valladolid

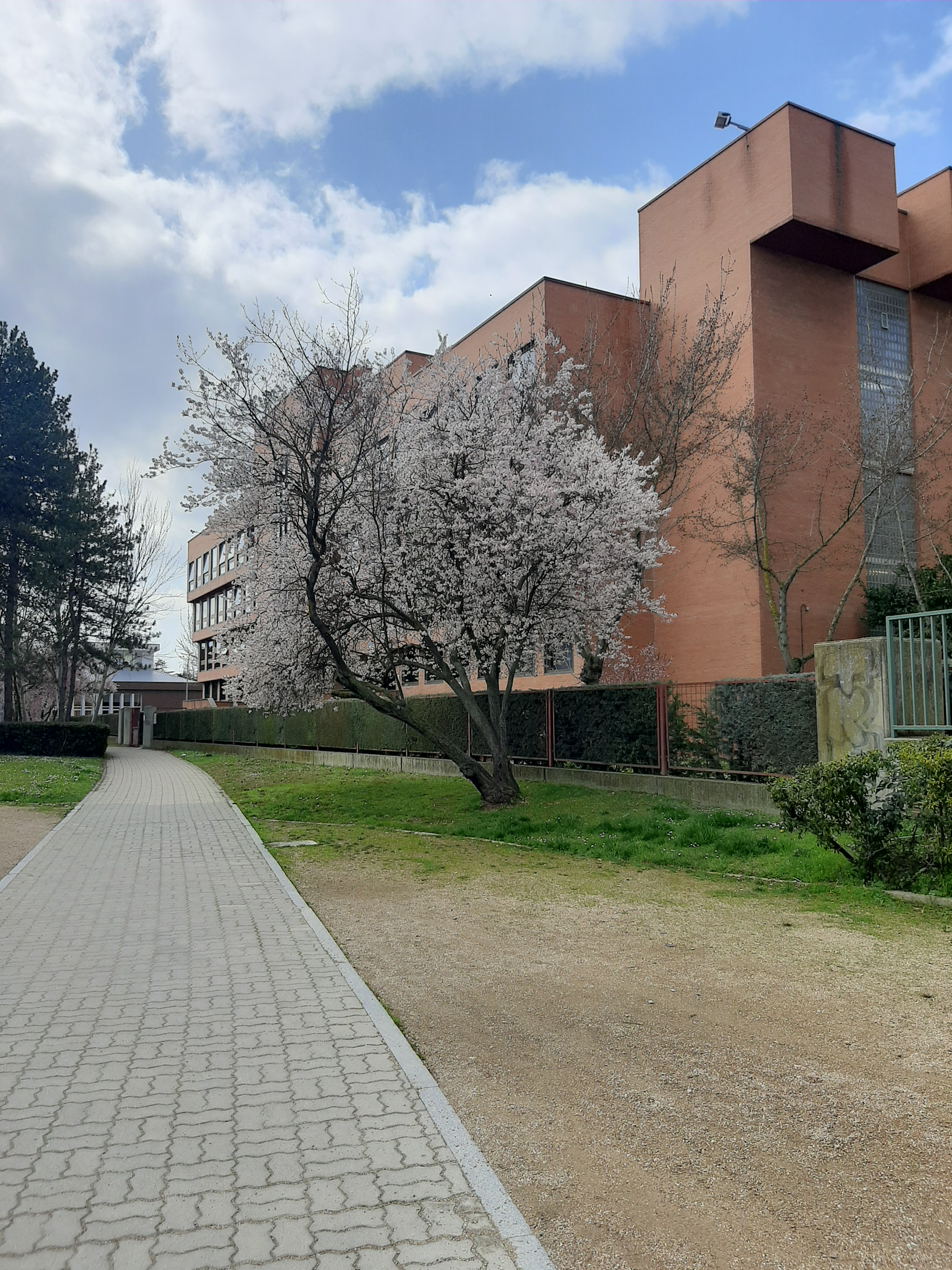
Vista exterior del Edificio arquitectura de la ETSAVA, diseñado por el arquitecto Antonio Fernández Alba.

La Escuela Técnica Superior de Arquitectura de Valladolid (cuyo acrónimo es ETSAVa) es la escuela de arquitectura de la Universidad de Valladolid (España). Prepara y expide el título de Arquitecto, así como doctorados y diversos másteres de posgrado. Esta escuela se creó en 1968, siendo la única escuela de arquitectura pública de Castilla y León y dependiendo de la ETSAM.
En la escuela han impartido conferencias y talleres propedéuticos entre otros Álvaro Siza, Richard Rogers, Alejandro de la Sota Martínez, Rafael Moneo, Miguel Fisac, Alberto Campo Baeza, Carlos Ferrater, Patxi Mangado, Ricardo Aroca, Eduardo Souto de Moura y Iñaki Ábalos.

## Edificio
Se construyó tras una génesis complicada. En un principio, el edificio con proyecto de Antonio Fernández Alba, iba a ser la delegación del Ministerio de Educación, en la plaza de Poniente, junto al Instituto Nuñez de Arce. Pero, concedida a la Universidad la Escuela Técnica Superior de Arquitectura, se mantuvo el proyecto de Alba, pero trasladándolo al barrio residencial de Huerta del Rey. El edificio se materializó entre 1974 y 1979 construyéndose solo lo que actualmente es el ala de despachos del edificio académico (la cual da fachada a la avenida Salamanca). El edificio inicial de 1979 poseía una forma de bloque lineal orientado al NE-SO con aulas a cada lado separadas por un ancho pasillo central en el que de vez en cuando se le practican unas perforaciones que permiten el paso de luz y aire desde la planta baja hasta la última planta.
El edificio está dotado de un fuerte carácter representativo, abandonando las formas orgánicas de otros edificios vallisoletanos de la época. Se marca un eje de simetría en la fachada, que organiza los contundentes volúmenes del conjunto.
La ampliación proyectada también por Fernández Alba en los años 1980, se idea ya para su función, sin la limitación espacial que tenía el proyecto inicial. Se buscaba una mayor libertad de organización con una planta centralizada. Dicha ampliación se comenzó a construir en 1989, supera con creces en superficie al primer edificio y se sitúa tras este hacia la calle Pio del Río Hortega en lo que antes era la zona de ocio, deporte y patio de la antigua escuela. Este nuevo edificio posee una forma más central de geometría cuadrada que en el centro aloja un vacío arropado por cuatro columnas de sección cuadrada en las esquinas, y en el perímetro las aulas docentes, a esta forma cuadrada se le añaden dos núcleos de escaleras y dos de baños al NE y SO, un salón de actos en el sótano al NO y un pasillo y escaleras de conexión con el antiguo edificio al SE, tiene una clara influencia del Edificio Larkin de Frank Lloyd Wright.
Recientemente en el año 2010 se ha remodelado el edificio de la antigua Escuela de Magisterio, situado al sur de esta también en la avenida Salamanca. El edificio cumple las funciones de Nuevo Aulario de la Escuela de Arquitectura en su ala que linda con la avenida Salamanca además de biblioteca pública del barrio, centro cívico José Luis Mosquera y centro de mayores.

### Administración
| Mandato   | Nombre del Director de ETSA Valladolid |
| --------- | -------------------------------------- |
| 1976-1984 | José Vivancos Andrés                   |
| 1984-1986 | Simón Marchán Fiz                      |
| 1986-1989 | Juan Carlos Arnuncio Pastor            |
| 1989-1993 | Ramón Rodríguez Llera                  |
| 1993-1996 | Alfonso Álvarez Mora                   |
| 1996-1999 | Carlos Montes Serrano                  |
| 1999-2008 | Leopoldo Uría Iglesias                 |
| 2008-2016 | Jesús Feijó Muñoz                      |
| 2016-2024 | Darío Fidel Álvarez                    |

## Investigación
La investigación está representada dentro de la propia Escuela por centros e institutos así como por varios grupos de investigación:
- Cátedra de la Madera.
- Estructuras y Tecnología de la Madera.
- Laboratorio de Ventilación HS3.
- Instituto Universitario de Urbanística.
- Laboratorio de Fotogrametría Arquitectónica (LFA-DAVAP).
- Laboratorio de Paisaje Arquitectónico, Patrimonial y Cultural.
- Grupo Tierra (Construcción con tierra).
- Grupo de Investigación de Arquitectura y Cine - GIRAC.